# Neurigona angulata
Neurigona angulata är en tvåvingeart som beskrevs av Meijere 1916. Neurigona angulata ingår i släktet Neurigona och familjen styltflugor. Inga underarter finns listade i Catalogue of Life.